# Euxoa termessa
Euxoa termessa är en fjärilsart som beskrevs av Smith 1900. Euxoa termessa ingår i släktet Euxoa och familjen nattflyn. Inga underarter finns listade i Catalogue of Life.